# 亚历山大·卡查尼克利奇
亚历山大·卡查尼克利奇（瑞典語：Alexander Kačaniklić，發音：[alɛksǎːndar kaʨǎniːkliʨ]；1991年8月13日—），瑞典職業足球員，司職左翼鋒， 現效力於瑞典超哈馬比。

## 球會生涯

### 青年隊
2007年夏天，卡查尼克利奇從瑞典球會希爾星堡轉投至英超球會利物浦青年軍。在2008/09年青年足總盃決賽中打進一球。2010年8月他成為保罗·孔切斯基轉會利物浦的條款，與劳利·瓦拉·瓦勒一起轉投至富勒姆。

### 富勒姆
在富勒姆預備隊努力了一年多後，在2011年11月19日對桑德兰賽事中首次進入大軍名單，但沒有上場。
2012年3月30日對诺里奇城賽事中，他首次代表富勒姆上場，在35分鐘入替受傷的帕维尔·波格列布尼亚克並差點取得進球。4月7日對博尔顿賽事首次以先發身份上場，並以3-0大勝，他本人亦在88分鐘換出，而賽前教練馬田·祖爾表示他會獲得一份新合約。
2012年夏天，卡查尼克利奇簽下了一份兩年合約，另外一年延長權。球季揭幕日對诺维奇比賽中打進在球會的首顆進球，以5-0大勝。他在季初表現良好，9月15日對西布罗姆维奇比賽中兩次助攻給迪米塔尔·贝尔巴托夫。11月10日對阿森纳中打進一球，以3-3戰平。2013年1月1日對西布罗姆维奇比賽中再次取得入球。
2013年11月2日對曼聯的比賽中打進在新球季的首球，但仍無法阻止球隊以3-1落敗。2014年1月23日，卡查尼克利奇延長了其合約至2015年6月30日。

### 外借
2012年1月30日，卡查尼克利奇被外借至英冠球會沃特福德至季末。翌日對米尔沃尔的賽事中首次上場。3月3日主場對伯恩利的比賽中打進在球隊的首顆進球，以3-2獲勝。經歷一連串出色表現後，3月27日富勒姆把他召回。
2013年3月1日，他被外借至英冠球會伯恩利至季末，在翌日對查尔顿竞技的賽事中首次上場。4月18日富勒姆提前召回他。

## 國家隊生涯
卡查尼克利奇曾代表瑞典U17和U19參加歐洲足協青年賽。2012年8月15日，他首次被徵召上瑞典成年隊以代替埃米尔·巴拉米出戰對巴西的賽事，並在65分鐘上場，球隊以3-0落敗。
2012年10月12日，卡查尼克利奇取得國家隊的首顆進球，在2014年世界盃外圍賽歐洲區C組對法羅群島賽事中打進一球，當時瑞典以0-1落後，他在62分鐘上場並打進一球使球隊追平，最終以2-1反勝。10月16日對德國的比賽中以替補身份上場，當時瑞典被技術性擊倒並以3-0落後，57分鐘變成4-0，但最後奇蹟地以4-4戰平。

## 個人生活
卡查尼克利奇的哥哥罗宾·卡查尼克利奇亦是足球員，現效力於瑞典球會奥尔格里特。他們的父親生於瑞典，是馬其頓（當時南斯拉夫）的移民，屬塞爾維亞人，母親則是瑞典人。父親希望亚历山大代表塞爾維亞國家足球隊，但他選擇了瑞典。

## 外部連結
- 足球数据库：亚历山大·卡坎尼克里奇的球员统计数据
- 亚历山大·卡坎尼克里奇－UEFA國際賽競賽紀錄